# Jugoslavien i olympiska sommarspelen 1948
Jugoslavien deltog med 90 deltagare vid de olympiska sommarspelen 1948 i Melbourne. Totalt vann de två silvermedaljer.

## Medaljer

### Silver
- Ljubomir Lovrić, Miroslav Brozović, Branko Stanković, Zlatko Čajkovski, Miodrag Jovanović, Aleksandar Atanacković, Zvonko Cimermančić, Rajko Mitić, Stjepan Bobek, Željko Čajkovski, Bernard Vukas, Franjo Šoštarić, Prvoslav Mihajlović, Franjo Wölfl och Kosta Tomašević - Fotboll.
- Ivan Gubijan - Friidrott, släggkastning.